# Афричка библиотечко-информациона удружења и институције
Афричка библиотечко-информациона удружења и институције (AfLIA, Афлија) међународна је непрофитна организација са седиштем у Акри, у Гани. Удружење је према законима Гане регистровано као невладина организација (НВО). Њиме се управља према општим смерницама Устава организације и подзаконских аката.

## Историјат

### Позадина
Стални образовни, привредни и друштвено-политички проблеми ометају пружање библиотечкo-информационих услуга у Африци, a улога и утицај сектора афричке библиотечко-информационе науке (БИН) и њена позиција у агенди развоја су потцењени. Библиотечки сектор се сусреће с бројним изазовима, попут буџетског смањења и неадекватног финансирања библиотека, јер су влада и деоничари занемаривали библиотечки сектор. С обзиром на то да се национални и глобални развојни приоритети често заговарају кроз Агенду Уједињених нација 2030, Агенду Афричке уније 2063 и Националне развојне агенде, постојала је потреба за континенталним библиотечким удружењем, које би предузело стратешко заговарање на високом нивоу у име афричког сектора БИН.
Континентална библиотечка удружења служе као тела за развој и заступање библиотечко-информационе професије на високом нивоу. Представљају важне платформе за расправу о питањима и унапређивање библиотечко-информационог сектора на континенталном нивоу. Многи афрички библиотечко-информациони стручњаци већ дуги низ година неговали су идеју о оснивању таквог удружења, а коначно су га створили 2013. године.

### Формирање
У мају 2011. одржана је континентална библиотечка конференција за Африку у Малдерсдрифту, у Јужноафричкој Републици, с темом Будућност афричког библиотекарства. То је био први афрички библиотечки самит, који је под исти кров довео истакнуте афричке библиотечко-информационе стручњаке. Након излагања Хелене Асамоа-Хасан на самиту је уследила расправа о томе да ли је потребно организовати континентално афричко библиотечко удружење. Циљ удружења био би пружање платформе за расправу о питањима и побољшавање библиотечко-информационог сектора у Африци.
Афрички одсек Међународне федерације библиотечких удружења и институција добио је након консензуса задатак да успостави истраживачки одбор. Послови одбора били су спровођење студије изводљивости, детаљно консултовање с кључним деоничарима БИН на континенту и слање извештаја Одсеку. Истраживачки одбор је, по прописаном, поднео извештај Афричком одсеку током средњорочног састанка у фебруару 2013. у Абуџи, у Нигерији. Неки од резултата рада одбора су: нацрт Афлијиног устава, предлог имена удружења, визија и мисија, структура управљања, систем чланства и критеријуми за чланство, предложени одбори и радне групе, као и извори финансирања за издржавање удружења.
Између осталог, прихваћена је препорука одбора да се образује Афлија. Затим је на средњорочном састанку Афричког одсека изабран привремени одбор који је две године (2013—2015) управљао пословима удружења. Чланови привременог одбора сматрају се оснивачким управним већем организације. Удружење је 5. јула 2013. званично покренуто као библиотечко удружење Африке током Другог афричког библиотечког самита, чији је домаћин био Универзитет Јужне Африке (Униса) у Преторији, у Јужноафричкој Републици. Оснивачко управно веће започело је 2014. припреме за прве изборе канцелара и представника удружења. Поменути избори су се одржали 2015. године.
| Позиција                | Име                 |
| ----------------------- | ------------------- |
| председник              | Хелена Асамоа-Хасан |
| секретар                | Валентина Банерман  |
| Регионални представници |                     |
| Централна Африка        | Алим Гарга          |
| Источна Африка          | Џасинта Вер         |
| Северна Африка          | Шоки Салем          |
| Јужна Африка            | Џон Тсебе           |
| Западна Африка          | Марјету Диоп        |

Током Трећег афричког библиотечког самита и Прве Афлијине конференције, приређене у јулу 2015. у Акри, Афлија је одржала свој први општи скуп чланова. На општем скупу 2015. устав удружења уређен је омогућивши Афлији да има потпредседника и извршног директора. Измене су одобрене. Инаугурисано је прво изабрано управно веће, које се састојало из председавајућих за различите одсеке. Иако је удружење установљено у јулу 2013. године, регистровано је у октобру 2014. као међународна невладина организација (НВО) са седиштем у Акри.

## Чланство
Афлија је удружење које се у великој мери одликује институцијалном чланству. Чланство је отворено за све организације, у Африци и дијаспори, које су заинтересоване за афрички библиотечко-информациони сектор. Чланови су тренутно: национална библиотечка удружења, националне библиотеке, високошколске библиотеке, јавне библиотеке, библиотеке заједница, посебне библиотеке, школске библиотеке, конзорцијуми националних библиотека, информационо-документациони центри, библиотечко-информационе образовне/наставне установе, библиотечко-информациона предузећа, пријатељи Афлије/библиотека, библиотеке и библиотечке институције у дијаспори, као и установе/организације везане за библиотечко-информационе услуге. Удружење тренутно има 205 регистрованих институција чланица, које се налазе у свих пет афричких регија и покривају 32 од 54 афричке земље. Такође постоје докази о међународним институцијама чланицама из дијаспоре. Међутим, та категорија чини мање од 2% свих чланстава.
С друге стране, Афлија је такође члан Међународне федерације библиотечких удружења и институција, међународног тела које заступа интересе људи који се ослањају на библиотечко-информационе професионалце.

## Партнери
Афлија је у партнерству с неколико организација, од којих су неке наведене у наставку:
- Афричка унија[25]
- Библиотека Александрина[26]
- Овлашћени институт библиотечко-информационих стручњака[27]
- Европски биро библиотечких, информационих и документационих удружења[28]
- Међународна федерација библиотечких удружења и институција[29]
- SAIDE и OER Африка[30]
- Јавно библиотечко удружење Америчког библиотекарског удружења[31]
- Група за технолошке и друштвене промене, Универзитет у Вашингтону[32]
- Википедијина библиотека[33]
- Светска организација за интелектуалну својину[34]